# Schweinsberg (Stadtallendorf)
Schweinsberg (veraltet auch: Schweinsberg an der Ohm) ist ein Stadtteil von Stadtallendorf im mittelhessischen Landkreis Marburg-Biedenkopf.

## Geographie

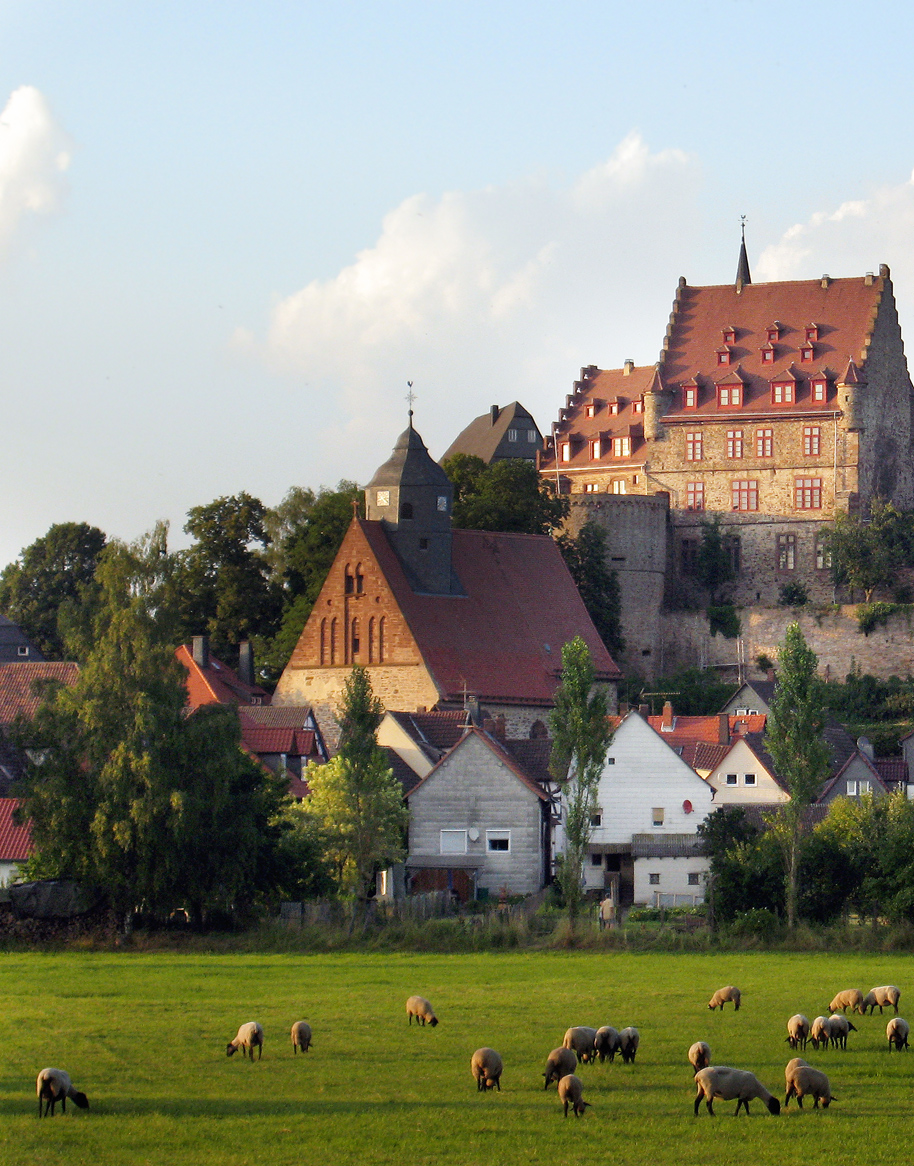
Blick auf Kirche und Burg

### Geographische Lage
Schweinsberg gruppiert sich um einen aus der Ohmniederung aufragenden Basaltkegel, auf dem sich zwei markante, spätgotische Burghäuser emporheben. Dies ist die Stammburg und der Wohnsitz eines Zweiges des bedeutenden oberhessischen Geschlechts der Freiherren Schenck zu Schweinsberg. Die starke Ringmauer mit Flankentürmen hinter Erdwall und Graben erbaute 1482 der Baumeister Jakob von Ettlingen. Ein Torbau mit seitlichem Turm sichert die Brücke über den Graben.
Der Ort wird westlich von der Ohm umflossen, welche ca. 30 Kilometer südöstlich ihre Quelle nahe der Stadt Ulrichstein im Vogelsberg hat. Die Ohm durchfließt am Rand das Stadtgebiet auf einer Länge von ca. sieben Kilometern, wobei sie sich nordwestlich der Stadt in zwei Flussarme aufteilt, in den Mühlgraben und die Ohm. Beide Flussarme vereinigen sich an der Brücker-Mühle in der Stadt Amöneburg wieder. Die Ohm ist teilweise stark begradigt und hat eine niedrige Fließgeschwindigkeit mit abschnittsweise starken Unterströmungen.
Im Süden wird das Stadtgebiet durch das Naturschutzgebiet Schweinsberger Moor begrenzt. Nordöstlich des Stadtgebietes liegt das Naturschutzgebiet Saurasen bei Schweinsberg. Im Osten befinden sich Wälder der Schenck zu Schweinsberg, die bis zum Dorf Dannenrod in der Gemeinde Homberg (Ohm) im Vogelsbergkreis reichen. In südwestlicher Richtung befindet sich die Ohmaue, die als Hochwasserschutzgebiet dient und regelmäßig überschwemmt wird.

### Nachbargemeinden
Schweinsberg liegt südwestlich der Kernstadt Stadtallendorf an der Ohm. Im Südosten von Schweinsberg liegt die Stadt Homberg. In nordwestlicher Richtung liegen die Städte Amöneburg auf dem gleichnamigen Basaltkegel und Kirchhain in der Ohmaue. In ca. 25 Kilometer westlicher Richtung befindet sich die Stadt Marburg (Lahn) hinter dem Höhenzug der Lahnberge im Lahntal.
| Amöneburg, Kirchhain              | Rauschenberg, Wohratal | Stadtallendorf (Kernstadt), Neustadt (Hessen) |
| Marburg (Lahn), Cappel            | Kompass                | Kirtorf, Alsfeld                              |
| Ebsdorfergrund, Fronhausen (Lahn) | Mücke, Grünberg        | Homberg (Ohm), Gemünden (Felda)               |

## Geschichte

### Ortsgeschichte

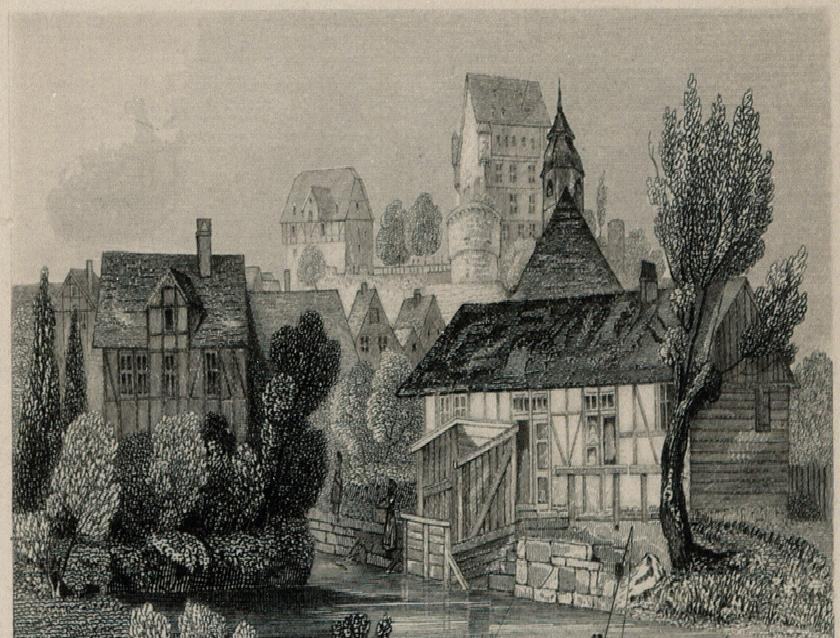
Die Burg Schweinsberg um 1850

Die älteste bekannte schriftliche Erwähnung von Schweinsberg erfolgte unter dem Namen de Suuensberg im Jahr 1215 in einer Urkunde des Klosters Haina. Eine weitere Nennung von Sueinsberg findet sich in einem Dokument, aus dem der Bau der ältesten Burg Schweinsberg durch den landgräflich-thüringischen Burgmann Guntram von Marburg hervorgeht.
Die Stadt- und Marktrechte wurden Schweinsberg im Jahre 1332 durch Kaiser Ludwig IV. gegen entsprechende Bezahlung verliehen, bewirkten allerdings keinen wirtschaftlichen Aufschwung des bäuerlich geprägten Ortes. Eine besondere Rolle in der Geschichte der Stadt spielte die Adelsfamilie Schenck zu Schweinsberg. 
Die spätgotische Stephanskirche liegt zu Füßen der Burg, an der Seite, wo der gewaltige spätmittelalterliche Hexenturm aus der Eckflanke vorstößt. Sie wurde im Jahre 1506 vollendet. Jedoch zerstörte ein Brand im Jahr 1558 die Kirche und die halbe Stadt.
Während des Dreißigjährigen Krieges wurde die Stadt in den Jahren 1633 und 1634 von der Pest heimgesucht. 1635 wurde Schweinsberg durch kaiserliche Truppen belagert und geplündert. Eine erneute Plünderung fand im Jahr 1641 statt; bei dieser Plünderung wurde auch die halb aufgebaute Kirche wieder eingeäschert. Im Jahr 1646 besiegte ein schwedisch-hessisches Heer die Kaiserlichen an der Ohäuser Mühle. 1664 war der Wiederaufbau der Stephanskirche beendet. 1788 erfolgt die Grenzregulierung mit den kurmainzischen Nachbarorten, da die Grenzlinien immer wieder zu Streit geführt hatten.
Am 18. August 1807 bildete Kaiser Napoleon I. das Königreich Westphalen mit der Hauptstadt Kassel. Es umfasste Hessen-Kassel, Braunschweig und Hannover sowie preußische Gebiete westlich der Elbe. Zum Königreich Westphalen gehörte somit auch die Stadt Schweinsberg. Folgende Beschreibung wurde hierzu gegeben: Schweinsberg, Stadt am rechten Ufer der Ohm, den Schencken von Schweinsberg gehörig mit 110 Häusern und gegen 600 Menschen. Schweinsberg wurde zu dieser Zeit unter dem Kanton Kirchhain an der Wohra und Ohm geführt.

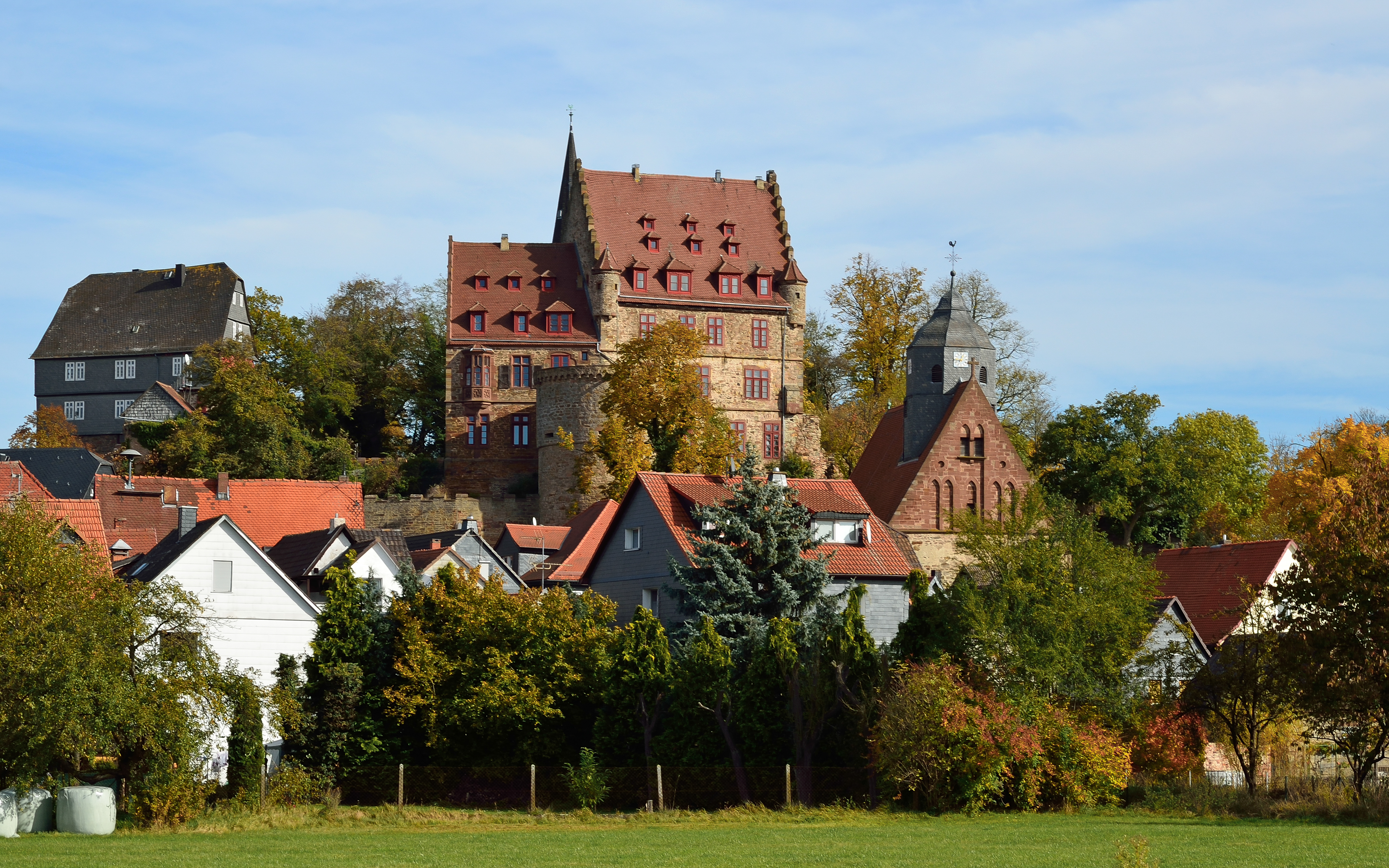
Burg ca. 2010, Blick von Süden

Schweinsberg führt seit 1818 ein eigenes Siegel und Wappen. Im Jahre 1829 kam es zu einer Hochwasserkatastrophe, bei der der Marktplatz und der gesamte historische Ortskern unter Wasser standen. Im Jahre 1856 erfolgte der Abbruch des letzten Stadttores an der Südwestseite der Stadt. 1872 gründete die Stadt eine eigene städtische Sparkasse im Rathaus. Die Anschaffung von Straßenlaternen wurde 1884 durchgeführt. Eine weitere Modernisierung war die Eröffnung der Eisenbahn-Teilstrecke Schweinsberg–Kirchhain der Ohmtalbahn. Der Bau einer eigenen Wasserleitung 1906 und der Bau einer elektrischen Lichtanlage mit der dazugehörigen Transformatorenstation im Jahr 1920 waren weitere Verbesserungen der Infrastruktur.
1907 stiftete Freifrau Emilie Schenck zu Schweinsberg ein Gebäude als „Heimstätte für eine Kleinkinderschule“. Laut Stiftungsurkunde soll das „Eintrittsgeld“ 0,50 Mark betragen haben und das „Schuldgeld – ohne der Wohltätigkeit Schranken zu setzen – 0,10 Mark pro Kopf und Woche.“ Bis zum 31. Dezember 2016 wurde in Trägerschaft der evangelischen Kirchengemeinde Schweinsberg, die weiterhin Eigentümerin ist, dort ein Kindergarten betrieben. Dieser wurde zum 1. Januar 2017 in den Zweckverband Ev. Tagesstätten für Kinder im Kirchenkreis Kirchhain integriert.
In den Jahren 1925 und 1926 wurde an der Ohm eine Badeanstalt mit Badehalle und Umkleidekabinen eröffnet. Ein schwerer Sturm zerstörte 1935 das einfache Bahnhofsgebäude der Haltestelle Schweinsberg. Im Jahr 1963 begannen die Flurbereinigung und die Ohmregulierung.
Das Bürgerhaus in Schweinsberg wurde 1976 eingeweiht. Im Jahr 1980 folgte die Stilllegung der Ohmtalbahn für den Personenverkehr. Die Bahnstrecke wird seitdem nur für den Güterverkehr verwendet und zu ausgewählten Terminen mit historischen Eisenbahnen, z. B. Dampflokomotiven und dem beliebten „rotem Schienenbus“ (liebevoll „Roter Brummer“ genannt) befahren.
Hessische Gebietsreform (1970–1977)
Zum 31. Dezember 1971 wurde die bis dahin selbständige Gemeinde Schweinsberg im Zuge der Gebietsreform in Hessen auf freiwilliger Basis in die Stadt Stadt Allendorf, Landkreis Marburg (damalige amtliche Bezeichnung der Stadt) eingegliedert. Für Schweinsberg wurde ein Ortsbezirk  eingerichtet.

### Verwaltungsgeschichte im Überblick
Die folgende Liste zeigt die Staaten und Verwaltungseinheiten, denen Schweinsberg angehört(e):
- vor 1567: Heiliges Römisches Reich, Landgrafschaft Hessen, Adliges Gericht der Schenck zu Schweinsberg
- ab 1567: Heiliges Römisches Reich, Landgrafschaft Hessen-Marburg, Adliges Gericht der Schenck zu Schweinsberg
- ab 1592: Heiliges Römisches Reich, Landgrafschaft Hessen-Marburg, Amt Kirchhain, Adliges Gericht der Schenck zu Schweinsberg
- 1604–1648: Heiliges Römisches Reich, strittig zwischen Landgrafschaft Hessen-Darmstadt und Landgrafschaft Hessen-Kassel (Hessenkrieg)
- ab 1648: Heiliges Römisches Reich (bis 1806), Landgrafschaft Hessen-Kassel, Amt Kirchhain,[8] Adliges Gericht der Schenck zu Schweinsberg[9]
- ab 1806: Landgrafschaft Hessen-Kassel, Amt Kirchhain, Adliges Gericht der Schenck zu Schweinsberg
- 1807–1813: Königreich Westphalen, Departement der Werra, Distrikt Marburg, Kanton Kirchhain
- ab 1815: Kurfürstentum Hessen, Amt Kirchhain, Adliges Gericht der Schenck zu Schweinsberg[9]
- ab 1821: Kurfürstentum Hessen, Provinz Oberhessen, Kreis Kirchhain[10][Anm. 2]
- ab 1848: Kurfürstentum Hessen, Bezirk Marburg
- ab 1851: Kurfürstentum Hessen, Provinz Oberhessen, Kreis Kirchhain
- ab 1867: Königreich Preußen, Provinz Hessen-Nassau, Regierungsbezirk Kassel, Kreis Kirchhain
- ab 1871: Deutsches Reich, Königreich Preußen, Provinz Hessen-Nassau, Regierungsbezirk Kassel, Kreis Kirchhain
- ab 1918: Deutsches Reich, Freistaat Preußen, Provinz Hessen-Nassau, Regierungsbezirk Kassel, Kreis Kirchhain
- ab 1932: Deutsches Reich, Freistaat Preußen, Provinz Hessen-Nassau, Regierungsbezirk Kassel, Landkreis Marburg
- ab 1944: Deutsches Reich, Freistaat Preußen, Provinz Kurhessen, Landkreis Marburg
- ab 1945: Amerikanische Besatzungszone, Groß-Hessen, Regierungsbezirk Kassel, Landkreis Marburg
- ab 1946: Amerikanische Besatzungszone, Hessen, Regierungsbezirk Kassel, Landkreis Marburg
- ab 1949: Bundesrepublik Deutschland, Hessen, Regierungsbezirk Kassel, Landkreis Marburg
- ab 1972: Bundesrepublik Deutschland, Land Hessen, Regierungsbezirk Kassel, Landkreis Marburg,  Stadt Allendorf[Anm. 3]
- ab 1974: Bundesrepublik Deutschland, Land Hessen, Regierungsbezirk Kassel, Landkreis Marburg-Biedenkopf, Stadt Allendorf
- ab 1977: Bundesrepublik Deutschland, Land Hessen, Regierungsbezirk Kassel, Landkreis Marburg-Biedenkopf, Stadt Stadtallendorf[Anm. 4]
- ab 1981: Bundesrepublik Deutschland, Land Hessen, Regierungsbezirk Gießen, Landkreis Marburg-Biedenkopf, Stadt Stadtallendorf

### Gerichte seit 1821
Mit Edikt vom 29. Juni 1821 wurden in Kurhessen Verwaltung und Justiz getrennt. Der Kreis Kirchhain war für die Verwaltung und das Justizamt Kirchhain als Gericht erster Instanz für Schweinsberg zuständig. Die Patrimonialgerichtsbarkeit der Schenck zu Schweinsberg blieb noch bis 1845 bestehen. Nach der Annexion Kurhessens durch Preußen 1866 erfolgte am 1. September 1867 die Umbenennung des bisherigen Justizamtes in Amtsgericht Kirchhain. Auch mit dem Inkrafttreten des Gerichtsverfassungsgesetzes von 1879 blieb das Amtsgericht unter seinem Namen bestehen.

## Bevölkerung

### Einwohnerstruktur 2011
Nach den Erhebungen des Zensus 2011 lebten am Stichtag dem 9. Mai 2011 in Schweinsberg 1046 Einwohner. Darunter waren 48 (4,4 %) Ausländer. Nach dem Lebensalter waren 210 Einwohner unter 18 Jahren, 456 zwischen 18 und 49, 219 zwischen 50 und 64 und 201 Einwohner waren älter. Die Einwohner lebten in 462 Haushalten. Davon waren 135 Singlehaushalte, 132 Paare ohne Kinder und 159 Paare mit Kindern, sowie 24 Alleinerziehende und 15 Wohngemeinschaften. In 93 Haushalten lebten ausschließlich Senioren und in 312 Haushaltungen lebten keine Senioren.

### Einwohnerentwicklung
Quelle: Historisches Ortslexikon
- 1683: 75 Hausgesesse, Erwerbspersonen: 24 Handwerker, 10 Tagelöhner,
- 1747: 124 Hausgesesse, 620 Einwohner
- 1792: 621 Einwohner (ohne Adlige).
- 1811: 749 Seelen, 371 männlich, 378 weiblich
- 1822: 915 Seelen, , 146 Feuerstätten
- 1838: 992 Einwohner (Familien: 199 nutzungsberechtigte, 43 nicht nutzungsberechtigte Ortsbürger, 23 Beisassen)
- 1855: 1021 Einwohner, 182 Häuser
- 1860: 1021 Einwohner, 163 Häuser
- 1906: 780 Einwohner, 148 Wohnhäuser, 197 Haushaltungen

| Schweinsberg: Einwohnerzahlen von 1747 bis 2011 | Schweinsberg: Einwohnerzahlen von 1747 bis 2011 | Schweinsberg: Einwohnerzahlen von 1747 bis 2011 | Schweinsberg: Einwohnerzahlen von 1747 bis 2011 | Schweinsberg: Einwohnerzahlen von 1747 bis 2011 |
| --- | ----------------------------------------------- | ----------------------------------------------- | ----------------------------------------------- | ----------------------------------------------- |
| Jahr |                                                 |                                                 |                                                 | Einwohner                                       |
| 1747 | 1747                                            |                                                 | 620                                             | 620                                             |
| 1792 | 1792                                            |                                                 | 621                                             | 621                                             |
| 1809 | 1809                                            |                                                 | 688                                             | 688                                             |
| 1811 | 1811                                            |                                                 | 749                                             | 749                                             |
| 1822 | 1822                                            |                                                 | 915                                             | 915                                             |
| 1834 | 1834                                            |                                                 | 959                                             | 959                                             |
| 1840 | 1840                                            |                                                 | 1.022                                           | 1.022                                           |
| 1846 | 1846                                            |                                                 | 1.030                                           | 1.030                                           |
| 1852 | 1852                                            |                                                 | 1.059                                           | 1.059                                           |
| 1858 | 1858                                            |                                                 | 979                                             | 979                                             |
| 1864 | 1864                                            |                                                 | 984                                             | 984                                             |
| 1871 | 1871                                            |                                                 | 933                                             | 933                                             |
| 1875 | 1875                                            |                                                 | 803                                             | 803                                             |
| 1885 | 1885                                            |                                                 | 839                                             | 839                                             |
| 1895 | 1895                                            |                                                 | 844                                             | 844                                             |
| 1905 | 1905                                            |                                                 | 780                                             | 780                                             |
| 1910 | 1910                                            |                                                 | 809                                             | 809                                             |
| 1925 | 1925                                            |                                                 | 887                                             | 887                                             |
| 1939 | 1939                                            |                                                 | 830                                             | 830                                             |
| 1946 | 1946                                            |                                                 | 1.291                                           | 1.291                                           |
| 1950 | 1950                                            |                                                 | 1.294                                           | 1.294                                           |
| 1956 | 1956                                            |                                                 | 1.092                                           | 1.092                                           |
| 1961 | 1961                                            |                                                 | 1.008                                           | 1.008                                           |
| 1967 | 1967                                            |                                                 | 1.027                                           | 1.027                                           |
| 1970 | 1970                                            |                                                 | 988                                             | 988                                             |
| 1982 | 1982                                            |                                                 | 1.201                                           | 1.201                                           |
| 1993 | 1993                                            |                                                 | 1.083                                           | 1.083                                           |
| 1996 | 1996                                            |                                                 | 1.122                                           | 1.122                                           |
| 2011 | 2011                                            |                                                 | 1.086                                           | 1.086                                           |
| Datenquelle: Historisches Gemeindeverzeichnis für Hessen: Die Bevölkerung der Gemeinden 1834 bis 1967. Wiesbaden: Hessisches Statistisches Landesamt, 1968. Weitere Quellen: LAGIS; Ab 1982 Stadtallendorf; Zensus 2011 |                                                 |                                                 |                                                 |                                                 |

### Erwerbstätigkeit
| Quelle: Historisches Ortslexikon | |
| • 1683:                          | Erwerbspersonen: 24 Handwerker, 10 Tagelöhner |
| • 1792:                          | Erwerbspersonen: 13 Schuhmacher, ein Metzger, 4 Bender, 7 Schneider, drei Brauer, 5 Leineweber, 1 Chirurg, drei Schreiner, drei Schmiede, ein Gastwirt, ein Fischer, zwei Müller, drei Schäfer, vier Handelsjuden, 17 Tagelöhner, 29 einzelne Weibspersonen. |
| • 1838:                          | Familien: 40 Ackerbau, 79 Gewerbe, 33 Tagelöhner. |
| • 1961:                          | Erwerbspersonen: 134 Land- und Forstwirtschaft (29,1 %), 229 produzierendes Gewerbe (49,8 %), 46 Handel und Verkehr (10,0 %), 51 Dienstleistungen und Sonstiges (11,1 %).                                                                                    |

### Historische Religionszugehörigkeit
| Quelle: Historisches Ortslexikon | |
| • 1822:                          | 850 Lutheraner, 30 Reformierte, 8 Katholiken, 27 Israeliten                                          |
| • 1861:                          | 890 evangelisch-lutherisch, 10 evangelisch-reformierte, 12 römisch-katholisch, 46 jüdische Einwohner |
| • 1885:                          | 785 evangelische (= 93,56 %), 14 katholische (= 1,67 %), 40 jüdische (= 4,77 %) Einwohner            |
| • 1957:                          | 978 evangelische, 94 römisch-katholische, 12 konfessionslose Einwohner                               |
| • 1961:                          | 934 evangelische (= 92,66 %), 60 katholische (= 5,95 %) Einwohner                                    |

### Jüdisches Leben in Schweinsberg
Jüdische Einwohner in Schweinsberg:
| 1822: | 27 Einwohner | 1860: | 42 Einwohner | 1933: | 28 Einwohner         |
| 1827: | 31 Einwohner | 1861: | 46 Einwohner | 1938: | 21 Einwohner         |
| 1833: | 34 Einwohner | 1882: | 39 Einwohner | 1939: | 21 Einwohner         |
| 1835: | 31 Einwohner | 1895: | 45 Einwohner | 1940: | 17 Einwohner         |
| 1853: | 34 Einwohner | 1925: | 32 Einwohner | 1942: | im Sommer keine mehr |

Aus der Überlieferung liegen für das Mittelalter keine Dokumente vor. Ruprecht Schenck zu Schweinsberg hatte im Januar 1332 das Recht zur Ansiedlung von vier Juden erhalten. Für das Jahr 1594 liegt eine erste nachweisbare Judenaufnahme vor. Durch einen Schutzbrief der Schenck zu Schweinsberg wurden die beiden Juden Manasse und Gombrecht angesiedelt. Aus den schenckischen Baurechnungen werden 1614/1615 vier Juden benannt. In den Folgejahren schwankt die Zahl zwischen einem und maximal fünf.
Die Haupttätigkeit der jüdischen Einwohner in Oberhessen umfasste den Viehhandel, die Viehverwertung und den Weiterverkauf tierischer Erzeugnisse. Hinzu kam gelegentlich ein kleines Pfandleihgeschäft.

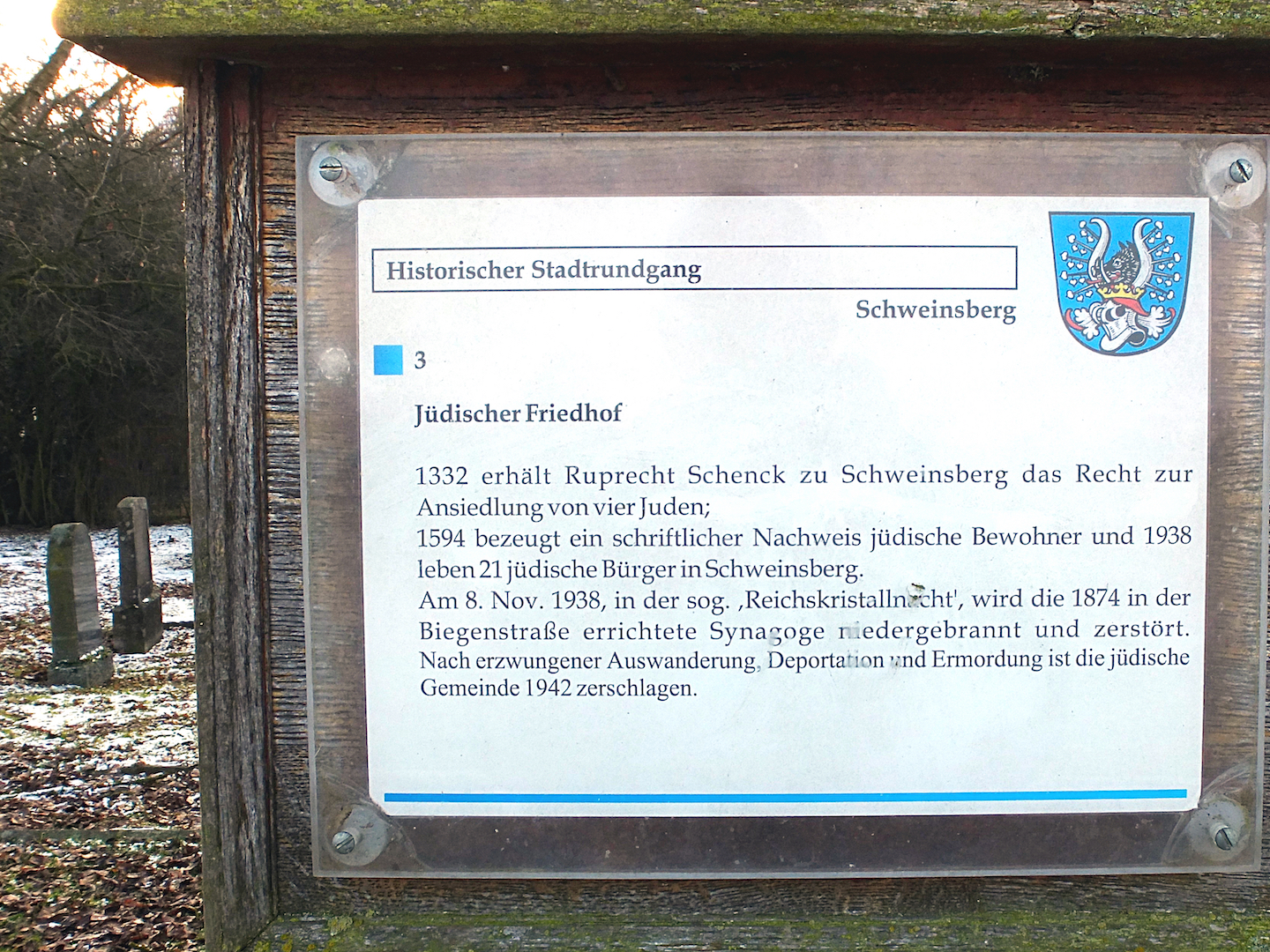
Hinweistafel am jüdischen Friedhof Schweinsberg mit Informationen zur Stadtgeschichte

Die jüdische Bevölkerung besaß gewiss nicht die rechtliche Gleichstellung mit der Mehrheitsbevölkerung, sie war jedoch nicht schutzlos. Beispielsweise wurden ein Schweinsberger und seine Tochter 1650 bestraft, weil sie die Jüdin Sarra in Hanß Rupen Hauß geschlagen haben. Auch die Bewegungsfreiheit der jüdischen Bevölkerung war eingeschränkt. Nach Neujahr 1666 wurde Salm, Nehems Sohn, vom Erbschencken bestraft, weil er auf den Alsfelder Markt gegangen war, ohne dies vorher anzuzeigen.
Übergriffe blieben nicht aus. So wird berichtet, „Simon Schutzjud, Vorsteher der Judenschaft zu Schweinsberg, beschwerte sich über eingeschlagene Fenster und das dem Juden Simon auf freier Straße der Arm entzwei geschlagen worden war. Zwar sei am hellen Tag viel Volk zusammengelaufen, doch habe niemand eingegriffen.“ Im Bericht des Amtsverwesers vom 12. Januar 1730 wird über mangelnden Respekt vor der Obrigkeit, aber auch den Umgang mit den Juden berichtet.
Im 18. Jahrhundert stieg die Zahl der jüdischen Bevölkerung und sie besaß eigene Häuser. Für 1744 sind 11 Familien belegt.
In der Katasterkarte 1774 ist der jüdische Friedhof am Rande der Stadt (im heutigen Kleeweg) verzeichnet. 1792 wird eine Juden-Schul/Bethaus erwähnt. Per Regierungsverordnung vom Mai 1816 wurde bestimmt, dass Kinder jüdischen Glaubens die öffentliche Schule besuchen müssen. Die Teilnahme war in allen Fächern, mit Ausnahme des Religionsunterrichts, verpflichtend. 1860 wurde der jüdische Friedhof in der heutigen Friedhofstraße erstmals genannt.
Die eigentliche Synagoge wurde erstmals 1822 mit einer Reparaturliste erwähnt. In den 1820er Jahren war Salomon Hahndorf Kantor der Gemeinde. 1872 ist die Synagoge bei einem großen Stadtbrand verbrannt. Die neue Synagoge (in der heutigen Biegenstraße) konnte im Jahr 1874 geweiht werden. 1924 wurde eine 50-Jahr-Feier durchgeführt, bei der Samuel Schaumberg (geboren 1884 in Schweinsberg) die Festpredigt hielt.
Am 9. November 1938 wurde die Synagoge in der heutigen Biegenstraße niedergebrannt und zerstört, nachdem bereits zuvor große Teile der Inneneinrichtung zerstört und in den vorbeifließenden Mühlgraben geworfen worden waren. Die Stadt übernahm das 3,39 ar große Grundstück und installierte hier eine Viehwaage. 1949 kam das Synagogengrundstück an die Jewish Restitution Successor Organization, die es schließlich Ende 1950 an einen Schweinsberger Privatmann verkaufte. 1940 lebten nur noch 17 Menschen jüdischen Glaubens in Schweinsberg. Die letzten sechs jüdischen Einwohner wurden Ende Juli 1942 nach Rauischholzhausen gebracht und von dort am 6. September 1942 in der 3. Deportation vom Hauptbahnhof Marburg nach Kassel und von dort am nächsten Tag ins Ghetto Theresienstadt verschleppt. Keiner von ihnen überlebte die Shoah. Insgesamt sind 35 der in Schweinsberg geborenen und/oder längere Zeit am Ort wohnhaften jüdischen Personen während der NS-Zeit umgekommen. 2023 wurden zum Gedenken an die Mitglieder der Familien Katz und Schaumberg Stolpersteine vor ihren ehemaligen Häusern in Schweinsberg verlegt.

## Politik

### Ortsbeirat
Für Schweinsberg besteht ein Ortsbezirk mit Ortsbeirat und Ortsvorsteher nach der Hessischen Gemeindeordnung. Er umfasst das Gebiet der ehemaligen Gemeinde Schweinsberg.
Der Ortsbeirat besteht aus sieben Mitgliedern. Bei den Kommunalwahlen in Hessen 2021 betrug die Wahlbeteiligung zum Ortsbeirat 52,34 %. Dabei wurden gewählt: zwei Mitglieder der SPD und fünf Mitglieder der „Bürgerliste Schweinsberg“ (BL). Der Ortsbeirat wählte Reinhard Estor (BL) zum Ortsvorsteher.

### Ortsvorsteher
Seit der Eingemeindung am 1. Januar 1972 waren in Schweinsberg die folgenden Ortsvorsteher tätig:
- 1. Januar 1972 – 5. Juni 1972: Hans Gontermann
- 6. Juni 1972 – 30. November 1972: Friedrich Koch
- 30. November 1972 – 30. November 1974: Johannes Fuchs
- 30. November 1974 – 30. Juni 1976: Ernst Grischow
- 30. Juni 1976 – 28. April 1981: Karl Hesse
- 28. April 1981 – 1. April 1997: Georg Fleischhauer
- seit 1. April 1997: Adolf Fleischhauer

### Wappen und Flagge
Obwohl Schweinsberg bereits 1332 Stadtrechte erhielt, führte die Stadt jedoch bis 1818 kein eigenes Siegel oder Wappen.
Der Helm und das Helmkleinod sind aus dem Stammwappen des Hauses Hessen entnommen. Das Wappen symbolisiert also die seit dem frühen 16. Jahrhundert bestehende Zugehörigkeit der Stadt zu Hessen. Da auch einige andere Städte dieses Wappenbild in ihrem Wappen verwendeten (bspw. Kirchhain und Kirtorf), wurde der Schweinekopf zur Unterscheidung hinzugefügt.
Die nichtamtliche Dorfflagge ist zweigeteilt in Blau und Weiß; das Wappen ist in der Mitte aufgelegt.

## Landschaft und Naturschutz

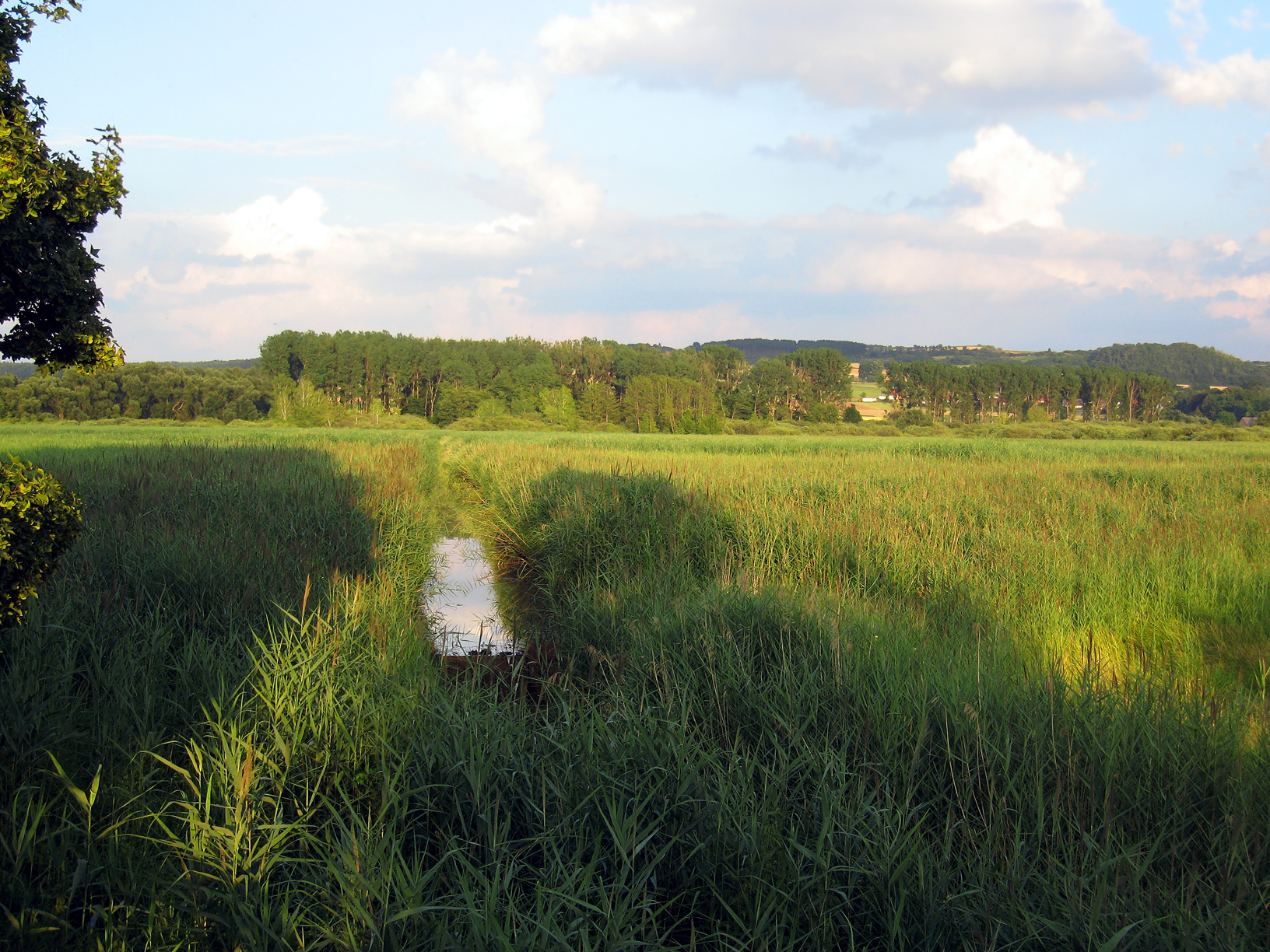
Das Schweinsberger Moor

In Ortsnähe liegt das Naturschutzgebiet Schweinsberger Moor. Dieses Niedermoor wurde 1977 als 100. Naturschutzgebiet Hessens ausgewiesen.
Es enthält das größte zusammenhängende Schilfgebiet Mittel- und Nordhessens. Auf mehr als 43 Hektar Fläche finden seltene und gefährdete Arten wie Bekassine, Rohrweihe und Fischreiher einen sicheren Rückzugsort.
Die durch die Wasserschutzmaßnahmen bestehenden Deiche sind begehbar und bieten für einen Teilbereich Zugang zum Moor. Führungen in das Moor können nach vorheriger Anmeldung bei der ortsansässigen Naturschutzgruppe durchgeführt werden. In unregelmäßigen Abständen werden öffentliche Führungen durchgeführt.
Am westlichen Rand des Naturschutzgebietes Schweinsberger Moor verläuft die Strecke der Ohmtal-Bahn, welche für die Güterbeförderung verwendet wird. In westlicher Richtung anschließend hat die Ohm ihr Flussbett, mit Fließrichtung nach Rüdigheim und Amöneburg.

## Wirtschaft und Infrastruktur

### Der Schweinsberger Markt
Die Stadt Schweinsberg besitzt seit Verleihung der Stadtrechte im Jahr 1332, auch dieselben Marktrechte wie die Stadt Frankfurt am Main. Ein Marktplatz ist seit 1724 als gemeiner Stattplatz erwähnt, auf dem bei der Kirmes um gebackene Kringel und Wecken gespielt wurde. 1725 wird vom Statt- und Marcktplatz gesprochen. 1730 wird Schweinsberg als Flecken bezeichnet, was auf einen Wochenmarkt hindeuten könnte. Im selben Jahr wandten sich Bürgermeister, Rat und Bürgerschaft an die Regierung Marburg mit der Bitte um Bewilligung einiger Jahrmärkte. Die hinzugezogenen Regierungsräte und die Schencken zu Schweinsberg bemängelten jedoch die ungünstige Lage der Stadt. Die Gutachter befürchteten, dass diesen Grenzort nur fremde Krämer aufsuchten und das Geld außer Landes bringen würden.
Der Platz sollte auf 10 Ruthen Breite und 12 Ruthen Länge hergerichtet werden. Zunächst wurde aus Kostengründen nicht viel unternommen, bis man sich 1744 erneut an die Regierung wandte. Im Gesuch wurde angegeben, dass die Wege ausgebessert wurden und auch im Mainzischen Mardorf hätte man sich Mühe gegeben, die Wege instand zu setzen. Der Landgraf hatte keine Bedenken und genehmigte die gewünschte Einrichtung und erteilte der Stadt Schweinsberg unter dem Datum vom 8./19. Mai 1744 das ersehnte Privileg zu mehrerer Beförderung ihrer Nahrung. Der erste Markttag sollte der 23. Juli 1744 sein. Er fand nach strittiger Diskussion noch in der Straße Im Tal statt und es wurde ein feierlicher Festzug durchgeführt. Der erste Markt blieb friedlich und wurde ein Erfolg. 1746 wurde um Erlaubnis für den 4. Markt gebeten.
Nach erfolgreichem Beginn der Märkte bis 1756, ging es danach bald bergab. Von 1763 bis 1819 konnte in den Stadtrechnungen keine Markt- und Standgebühr gefunden werden. Hier wird der Siebenjährige Krieg (1756–1763) negativ mitgewirkt haben.
Die Schweinsberger Märkte haben nie große Bedeutung erlangt, doch der Marktplatz war immer ein zentraler Ort für die Schweinsberger. Sein heutiges Aussehen erhielt der Marktplatz zum großen Teil durch die 1992 erfolgte Dorferneuerung.

### Post
Bis zum 19. Jahrhundert war es üblich, Briefe durch Boten zu befördern. Für die Stadt Schweinsberg wurde 1811 im Budget vermerkt, dass der Postbote für die Besorgung der Briefe nach Marburg eine Wiese auf dem Biegen benutzen durfte.
1866 befand sich in Schweinsberg eine Postablage für das Postamt Kirchhain und die Postexpedition Homberg (Ohm). Postverwalter war der Wirt des Gasthauses Zur Post. Der erste Landbriefträger hieß Johann Georg Urbach, seine Nachfolger waren Nikolaus Leinweber (ab 1873) und Ernst Müller (ab 1896). Ernst Müller holte die Post teilweise zweimal am Tag in Schweinsberg ab.
1894 baute die Stadt in den Pfeilgärten ein neues Postgebäude und vermietete es an die Reichspostverwaltung. Postverwalter waren ehedem Lembach (1895) und Eidam (1900).
1923 nahm die Stadt das Posthaus zurück und verlegte die Stadtkasse und das Bürgermeisteramt dorthin. Die Post wurde in eine Postagentur umgewandelt und im Haus des Kolonialwarenhändlers Moritz Stamm betrieben.
Am 1. Dezember 1951 bezog das Zweigpostamt die Räume der ehemaligen städtischen Sparkasse im alten Rathaus. Dort blieb sie bis 1994 als Poststelle I erhalten. Danach wurde die Post wieder als Agentur betrieben. Heute besteht im Ort keine Poststelle/Postagentur mehr.

### Bankgewerbe
1872 wurde die erste Stadtsparkasse in Schweinsberg gegründet, welche sich bis zum Ersten Weltkrieg positiv entwickelte. Ende 1914 hatte sie einen Einlagenbestand von 1.168.212 Mark.
Nach der Inflation von 1923 erholte sich die Stadtsparkasse, jedoch wurde sie per Verordnung des Regierungspräsidiums vom 6. Oktober 1931, am 1. Dezember 1931 in eine Zweigstelle der Kreissparkasse Marburg umgewandelt. Hierdurch fiel der Stadt ein Reservefonds von 3.000 Mark zu, der zur Tilgung von Steuer- und Zinsschulden verwendet werden konnte.
Die Volks- und Raiffeisenbank in Schweinsberg ist der Zweigstelle der ehemaligen Raiffeisenbank Kirchhain. Sie war zunächst in den Räumen des Kornhauses untergebracht. 1967 baute die damalige Raiffeisenbank ein modernes Bank- und Bürogebäude, das bis heute die Zweigstelle beherbergt. Das Gebäude wurde in den letzten Jahren für die heutigen Sicherheitsanforderungen umgebaut und renoviert.

### Regionalverkehr
Im Ort treffen sich die folgenden drei Landesstraßen
- L3073 von/nach Kirchhain, bzw. Homberg (Ohm)
- L3290 in/aus Richtung Stadt Stadtallendorf
- L3343 in/aus Richtung Dannenrod

### Öffentlicher Verkehr
Der öffentliche Personennahverkehr wird durch eine Stadtbusverbindung nach Stadtallendorf sowie durch den Linienbusverkehr des Rhein-Main-Verkehrsverbundes (RMV) sichergestellt.
Schweinsberg besitzt einen Bahnhof an der Bahnstrecke Kirchhain–Burg- und Nieder-Gemünden, welcher seit dem 31. Mai 1980 nur noch für den Güterverkehr zum angrenzenden Basaltwerk genutzt wird.

### Rad- und Wanderwege
Durch Schweinsberg und die nähere Umgebung führen einige Wander- und Radwege. Die bedeutendsten sind:
- Der Hessische Radfernweg R6 der in Diemelstadt im Norden Hessens beginnt und überwiegend über asphaltierte Wege bis nach Lampertheim im Süden verläuft, quert das Stadtgebiet. Die Gesamtlänge des Radfernweges R6 beträgt ungefähr 380 Kilometer. In ca. 11 Kilometern Entfernung bei Kirchhain besteht Anschluss zum Hessischer Radfernweg R2.
- Die GEO-Tour „Kreuz und Quer“, sie führt als Rundweg vom Fuße der Amöneburg über Rüdigheim zum Naturschutzgebiet Schweinsberger Moor und dann durch das Ohmtal wieder zurück zum Ausgangspunkt.[19]
- Der Sternepfad von Marburg zum Hoherodskopf im Vogelsberg führt über Schweinsberg.[20]
- Die Streuobstwiesenroute, welche durch Schweinsberg am Informationspunkt Naturschutzgebiet Schweinsberger Moor vorbei durch den historischen Ortskern und über den Marktplatz zum ortsansässigen Café mit angeschlossener Kelterei führt. Die Streuobstwiesenroute ist als Rundweg angelegt und kann am besten mit dem Fahrrad oder zu Fuß erkundet werden.

## Persönlichkeiten

### In Schweinsberg geborene Persönlichkeiten

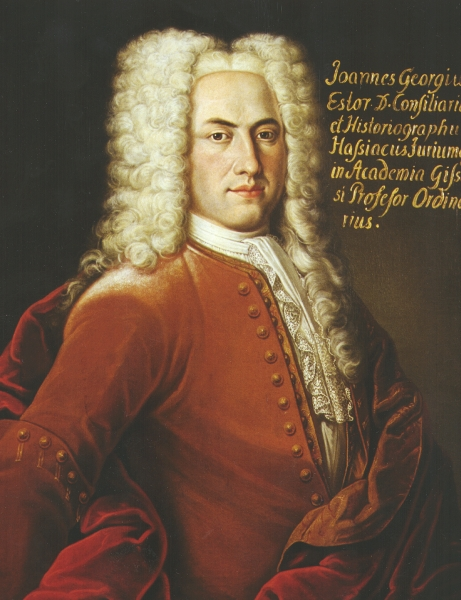
Johann Georg Estor, Professorengalerie (Gießen)

- Johann Eberhard Schenck zu Schweinsberg (1611–1684), Hessen-Darmstädtischer Cornet (Fähnrich)
- Rudolf Reinhard Schenck zu Schweinsberg (1650–1694), Hessen-Casselscher Leutnant
- Johann Georg Estor (1699–1773), Jurist und Genealoge
- Friedrich Wilhelm Moritz Schenck zu Schweinsberg (1732–1787), fürstlich Waldecker Hofmarschall, Obervorsteher der Stifter Kaufungen und Wetter
- Johann Moritz Schenck zu Schweinsberg (1736–1822), Hessen-Casselscher Landrat
- Christian August Seyl (1790–1852), Mitglied der kurhessischen Ständeversammlung
- Rudolph Schenck zu Schweinsberg (1855–1911), deutscher Verwaltungs- und Hofbeamter und Parlamentarier, begraben auf dem Familienfriedhof der Schenken zu Schweinsberg in Schweinsberg
- Ludwig Carl Friedrich Maximilian Schenck zu Schweinsberg (1864–1893), Premierleutnant im Großherzoglisch-Mecklenburgischen Jägerbataillon Nr. 14
- Karlheinz Spielmann (1908–1980), Jurist, Leutnant der Luftwaffe, Wirtschaftsführer und ehrenamtlicher Vertreter von Bürgerinteressen
- Theo Gutberlet (1913–1994), Unternehmer und Gründer des Lebensmitteleinzelhändlers Tegut, geboren in Schweinsberg

### Personen, die in Schweinsberg gelebt oder gewirkt haben
- Johann Schenk zu Schweinsberg (1460–1506) hessischer Adliger, ließ 1482 die Burg Schweinsberg ausbauen
- Freiherr Ferdinand Schenck zu Schweinsberg (1765–1842), Justizminister, gestorben auf der Burg Schweinsberg, begraben auf dem Familienfriedhof der Schenken zu Schweinsberg in Schweinsberg
- Freiherr Wilhelm Schenck zu Schweinsberg (1809–1867), ehemaliger Regierungschef, gestorben in Schweinsberg
- Victoria Bieneck (* 1991), Beachvolleyballspielerin, u. a. U-23 Weltmeisterin 2013, aufgewachsen in Schweinsberg
- Constanze Bieneck (* 1996), Beachvolleyballspielerin, aufgewachsen in Schweinsberg